# Graeham Goble
Graeham George Goble (15. května 1947, Adelaide, Austrálie) je australský zpěvák-skladatel a hudební producent, nejvíce známý jako zakládající člen skupiny Little River Band (LRB).